# الخروبة (شمال سيناء)
الخروبة منطقة قريبة من مدينة العريش في شمال سيناء، بها حاجز (نقطة تفتيش) للجيش المصري في «كرم القواديس». تكررت فيها أحداث العنف وآخرها هجوم كرم القواديس الذي استهدف جنود الجيش يوم 24 أكتوبر 2014م.